# Mariage morganatique

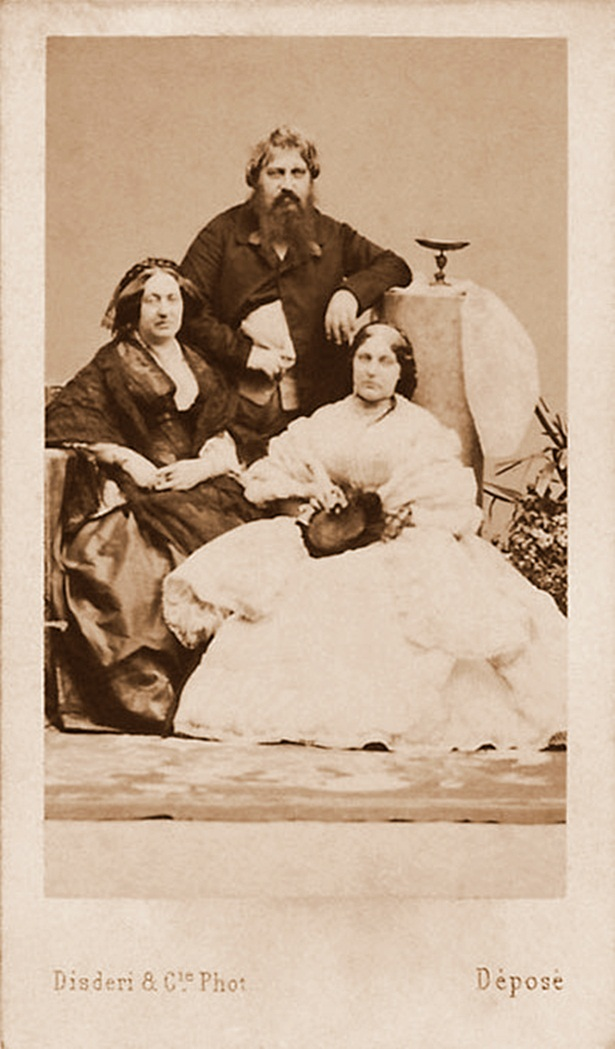
Charles-Ferdinand de Bourbon-Siciles, prince de Capoue (1811-1862) avec son épouse morganatique Penelope Smyth (1815-1882), comtesse de Mascali, et leur fille Vittoria, comtesse de Mascali (1838-1905).

Un mariage morganatique  est l'union entre un souverain ou une souveraine, ou un prince ou une princesse d'une maison régnante, et une personne de rang inférieur.
L'époux est alors qualifié d'« époux morganatique » et se voit attribuer un titre de noblesse à défaut de celui de « prince/reine (consort) » qui lui est refusé. De plus, les enfants d'un mariage morganatique ne sont pas dynastes et sont donc exclus de la succession au trône. Ce type de mariage est parfois dénommé « mariage de la main gauche » car, le jour des noces, le/la mariée donne à son/sa fiancée la main gauche au lieu de la droite en le/la conduisant à l’autel.

## Origine
Le terme vient du vieil allemand morgangeba (allemand moderne : Morgengabe) signifiant « don du matin » car l'épouse ne recevait rien d'autre que le don du matin : c'était un cadeau traditionnellement offert à l'épouse le matin après la consommation, représentant la seule part qu'elle et ses enfants pourraient réclamer dans la succession du mari. Le terme de « morganatique » n'est, en fait, utilisé que dans les cours allemandes.
Un mariage morganatique est un mariage entre personnes d'origines sociales différentes et de patrimoines inégaux, qu'il était souhaitable d'éviter. Pour respecter la règle d'égalité de naissance, les promis devaient idéalement appartenir à une famille régnante ou ayant régné. Un mariage morganatique était contracté lorsque ces conditions d'égalité n'étaient pas remplies.

## En France
Le mariage de Louis XIV avec Madame de Maintenon en 1683, dont le modèle est davantage un mariage secret (donc, selon l'impératif d'annonce publique ou officielle et solennelle, non conforme d'un point de vue dynastique),.